# Mediwet
Mediwet vzw is een door de overheid erkende Externe Dienst voor Preventie en Bescherming op het Werk die de opdrachten die bepaald zijn in de 'Wet Welzijn van 4 augustus 1996' en de 'Codex over het welzijn op het werk' vervult voor de bij haar aangesloten werkgevers. Deze bedrijven situeren zich in het hele Vlaamse landsgebied en het Brussels Hoofdstedelijk Gewest. De hoofdzetel is gevestigd te Gent. Begin 2019 heeft Mediwet bijna 100 medewerkers die zich dagelijks inzetten voor 10 500 werkgevers en 105 000 werknemers.

## Geschiedenis
Mediwet vzw is opgericht in 1968 als interbedrijfsgeneeskundige dienst en is een afkorting voor Medische Dienst Wetteren. Door de Wet Welzijn werden de interbedrijfskundige diensten omgevormd tot de huidige Externe Diensten voor Preventie en Bescherming op het Werk. In 2012 heeft Mediwet Medimar overgenomen. In 2018 bestond Mediwet 50 jaar. Begin 2019 heeft Mediwet bijna 100 medewerkers die zich dagelijks inzetten voor 10 500 werkgevers en 105 000 werknemers.

## Bedrijfslocaties
De hoofdzetel is gevestigd in Gent. Met de overname van Medimar vergrootte Mediwet haar verantwoordelijkheid en aanwezigheid binnen de haven van Antwerpen. Naast de vestigingen in Antwerpen en Gent zijn er vaste centra in Aalst, Brussel en Brugge. Verspreid over Vlaanderen en Brussel heeft de organisatie onderzoekcentra en zet ze medische wagens in om de onderzoeken zo dicht mogelijk bij de klant uit te voeren.

## Activiteiten
Mediwet vervult de opdrachten van de Wet Welzijn via de kernactiviteiten binnen medische onderzoeken en risicobeheer. Onder dit laatste vallen onder meer diverse adviezen en assistentie, risicoanalyses, metingen en studies op het gebied van arbeidsgeneeskunde, arbeidshygiëne en toxicologie, arbeidsveiligheid, ergonomie en psychosociaal welzijn op het werk. De dienst geeft ook tal van opleidingen in het kader van de Welzijnswet en is daarenboven erkend voor het geven van diverse opleidingen en bijscholingen, waaronder EHBO, de basisopleiding voor preventieadviseurs en vertrouwenspersonen.